# Thrypticus incanus
Thrypticus incanus är en tvåvingeart som beskrevs av Negrobov 1967. Thrypticus incanus ingår i släktet Thrypticus och familjen styltflugor. Inga underarter finns listade i Catalogue of Life.